# Acacia janzenii
Acacia janzenii é uma espécie de leguminosa do gênero Acacia, pertencente à família Fabaceae.